# 東薩拉茹鄉
東薩拉茹鄉（波斯語：‎），是伊朗东阿塞拜疆省馬拉蓋縣萨拉茹區的一个鄉。2006年人口普查顯示該鄉人口为13,697人，分佈在2,679個家庭。東薩拉茹鄉辖有28個村。